# سجلات تمبكتو
سجلات تمبكتو هو الاسم الجماعي لمجموعة من الكتابات التي أُنتِجت في تمبكتو في النصف الثاني من القرن السابع عشر. تشكل هذه الكتابات نوعًا مميزًا من التاريخ. هناك ثلاثة أعمال ناجية وواحد يُحتمل أنه مفقود الآن.
- تاريخ السودان (حوالي 1655)، كتبها السعدي.
- تاريخ الفتاش (أواخر القرن السابع عشر)، ويعرف أيضًا بـ تاريخ ابن المختار ("سجل ابن المختار")[2].
- إشعار تاريخي (بين 1657 و1669)، نص مجهول بلا عنوان يُعرف تقليديًا بعنوان الترجمة الفرنسية (Notice historique)[3].
- دُرر الحسان في أخبار بعض ملوك السودان، كتبها بابا جورو، وهو عمل مفقود ربما كان ينتمي إلى نوع تاريخ تمبكتو[3].

## طالع أيضًا
- مخطوطات غرب أفريقيا
- مخطوطات تمبكتو